# Ornithodesmus
Ornithodesmus is een geslacht van vleesetende theropode dinosauriërs, behorend tot de groep van de Eumaniraptora, dat tijdens het vroege Krijt leefde in het gebied van het huidige Engeland. Ornithodesmus is doordat er ten onrechte fossielen van een andere soort aan werden toegewezen lange tijd gezien als een pterosauriër; het pterosauriërmateriaal is later benoemd als Istiodactylus.

## Vondst en naamgeving
In 1887 benoemde Harry Govier Seeley de typesoort, Ornithodesmus cluniculus,  voor een klein fossiel bekken door William D. Fox bij Brook op het eiland Wight gevonden, dat hij aanzag voor dat van een "primitieve" vogel. De geslachtsnaam betekent dan ook "schakel met de vogels", vanuit het Klassiek Griekse ὄρνις (ornis), "vogel", en Δεσμός (desmos), "schakel". De soortaanduiding betekent "billetje" in het Latijn vanwege de kleine dijtjes waarop het bekken duidde.
Het holotype, BMNH R187 (British Museum of Natural History), is aangetroffen in de Wessexformatie uit de Wealden Group, die stamt uit het Barremien. Het bestaat uit een sacrum van zes aaneengegroeide sacrale wervels.
In 1901 dacht Seeley echter dat het bij nader inzien ging om resten van een pterosauriër, zoals al in 1887 gesuggereerd door John Whitaker Hulke. In 1913 beschreef Reginald Walter Hooley het materiaal nog eens uitgebreider. Hij bracht er andere fossielen mee in verband, afkomstig van pterosauriërs, waaronder BMNH R 0176, bestaande uit de achterkant van een schedel, een borstbeen, een bekken en een rechteropperarmbeen, en nog twee fossielen, BMNH R3877, een gedeeltelijk skelet met onderkaak, borstbeen, bekken en achterpootfragmenten en BMNH R3878, bestaande uit de voorste ledematen. Deze botten waren aangetroffen in het Barremien-Aptien van de Vectisformatie, ook op het eiland Wight. Als nieuwe soort benoemde hij hiervoor Ornithodesmus latidens: latidens betekent "breedtand" in het Latijn, een verwijzing naar de typische compressie van de tanden. Later zou ook MZC T 706, een gedeeltelijke schedel, als behorend tot de soort aangemerkt worden.
In 1993 concludeerden Stafford Howse en Andrew Milner echter dat Seeley oorspronkelijk de plank nog niet zo ver misgeslagen had: het ging bij het holotype van Ornithodesmus inderdaad om een dinosauriër, zij het geen vogel maar een nauw verwante troödontide. Milner had dit eind jaren tachtig al vastgesteld. Dat betekende dat voor de pterosauriër O. latidens een nieuw geslacht moest worden vastgesteld. Op basis van BMNH R176 als holotype benoemden ze samen met David Martill in 2001 Istiodactylus. Ornithodesmus cluniculus blijft daarmee de enige valide soort binnen het geslacht.

## Beschrijving
Ornithodesmus is een kleine roofsauriër met een geschatte lengte van zo'n anderhalve meter.
Het sacrum heeft een lengte van 96 millimeter. De doornuitsteeksels van de sacrale wervels zijn bovenop vergroeid in een enkele licht naar boven gebogen supraneurale plaat; het is vooral dit kenmerk dat voor de verwarring met een pterosauriër zorgde. De eerste twee wervels hebben diepe uithollingen aan de zijkanten, pleurocoelen, die duiden op luchtzakken en warmbloedigheid.

## Fylogenie
Hoewel in 1993 aan de Troodontidae toegewezen, rees daar later weer twijfel over toen bleek dat een fossiel dat ter vergelijking gebruikt was geen troödontide maar een lid van de Dromaeosauridae was. Martill en Darren Naish meenden in 2001 zelfs dat het een veel basalere theropode was, een lid van de Ceratosauria; later kwamen ze daar echter op terug. Tegenwoordig wordt gemeenlijk aangenomen dat Ornithodesmus vermoedelijk een dromaeosauride is.